# Bibel TV
Bibel TV est une chaîne de télévision allemande lancée le 1er octobre 2002.
La chaine diffuse par satellite un programme varié comportant notamment des lectures bibliques. Elle est possédée par une fondation dont les églises catholique et protestantes d'Allemagne sont actionnaires,. 
Le contenu des émissions est considéré comme conservateur, véhiculant une image rétrograde des femmes. La direction de la chaine est aussi critiquée pour son refus d'instaurer un comité d'entreprise.